# گروگو
گروگو (به انگلیسی: Grogu) (همچنین به نام کودک (به انگلیسی: The Child) نیز مشهور است) که در اینترنت و توسط طرفداران به صورت گسترده به اسم بچه یودا یا بیبی یودا (به انگلیسی: Baby Yoda) شناخته شده‌است، یک شخصیت خیالی داستانی در سریال اینترنتی وسترن فضایی مندلورین است که داستان آن در دنیای جنگ ستارگان رخ می‌دهد. نام واقعی شخصیت کودک، گروگو است. او از همان نژاد فضایی است که شخصیت محبوب یودا در سری جنگ ستارگان به آن تعلق دارد و برای همین به بیبی یودا مشهور شده هرچند طبق گفته خالق سریال و این شخصیت یعنی، جان فاورو، کاراکتر کودک، جوانی شخصیت یودا نیست. در این مجموعه، شخصیت قهرمان اصلی معروف به «مندلورین» برای ردیابی و دستگیری گروگو برای بازماندهٔ امپراتوری سقوط‌کرده کهکشانی، استخدام می‌شود، اما در عوض، مندلورین پدر خوانده گروگو می‌شود و از او در برابر امپراتوری‌ها محافظت می‌کند. نام اصلی این شخصیت تا «بخش ۱۳: جدای» اعلام شد و همچنین توضیح داده شد که گروگو در جنگ کلون در معبد جدای در کوروسانت پرورش یافت. نام رسمی این شخصیت پیش از این که در زیرنویس‌ها و عنوان‌ها استفاده می‌شد، «کودک» بود.
شخصیت گروگو در هر قسمت از دو فصل نخست به استثنای «بخش ۱۵: معتقد» ظاهر شده‌است. او توسط سازنده و شورانر مندلورین، جان فاورو، بر اساس میل او برای کشف راز پیرامون یودا و گونه‌های مربوط به او پدید آمد. این شخصیت در مکالمات اولیه میان جان فاورو و تهیه‌کننده اجرایی مجموعه، دیو فیلونی، بیشتر توسعه یافت و تصویر این شخصیت توسط هنرمند مفهومی کریستین آلزمن تعریف شد. گروگو بیشتر اثری از انیماترونیک و عروسک‌گردانی است اما با تصویر تولیدشده توسط کامپیوتر مجسم می‌شود.
این عروسک توسط استودیوی لگسی افتکتز طراحی شده‌است. آدام پالی گفته‌است که جان فاورو، شورانر این مجموعه به او گفته‌است که ساخت آن حدود ۵ میلیون دلار هزینه داشته‌است. این عروسک توسط دو تکنسین کنترل می‌شود، یکی که چشم و دهان و دیگری سایر حالات چهره را کنترل می‌کند. صدا و آوای این شخصیت با استفاده از ترکیبی از آوازهای بزرگسالان و نوزادان و همچنین ضبط صدای روباه گوش‌خفاشی و خرسک دم‌حلقه‌ای ایجاد شد. پویایی میان مندلورین و گروگو مظهر موضوع فرزندپروری و هویت رایج در مجموعه مندلورین  است و با این شخصیت همچنین سوالاتی در مورد خیر و شر و سرشت و پرورش در این مجموعه مطرح می‌شود.
این شخصیت به سرعت در میان طرفداران محبوب گشت و تبدیل به میم اینترنتی مشهور شد. بسیاری این کاراکتر را یکی از مهم‌ترین شخصیت‌های سال ۲۰۱۹ می‌دانند که علی‌رغم هیچ دیالوگی، تنها برای ظاهر بامزه و ارتباطش با شخصیت اصلی توانسته بیننده را با خود همراه کند.